# Ad Scheepbouwer

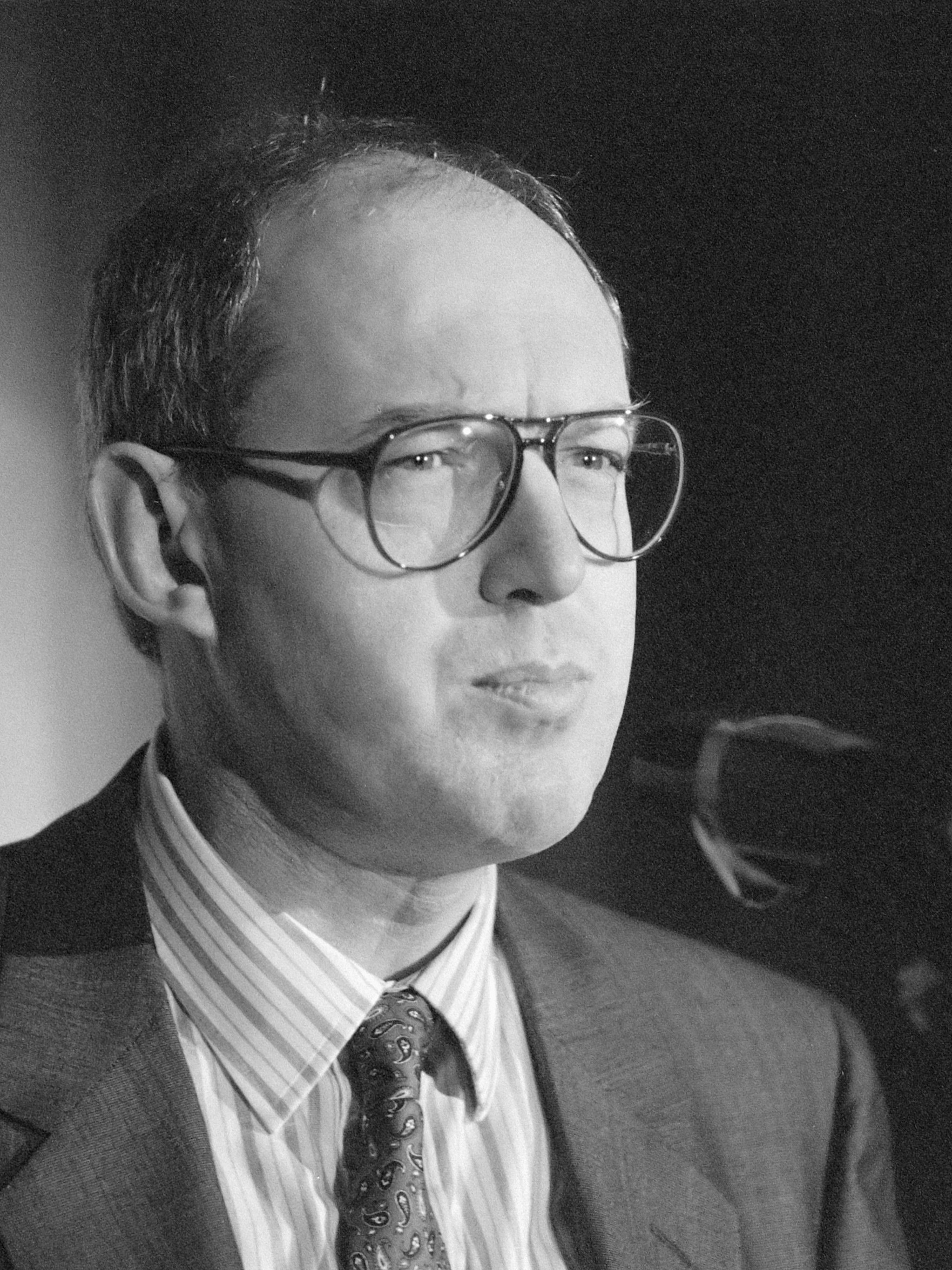
Presentaties te Haarlem naar aanleiding van de verzelfstandiging van de PTT; A.J. Scheepbouwer (3 januari 1989)

Adrianus Johannes (Ad) Scheepbouwer (Dordrecht, 22 juli 1944) is een Nederlands bestuurder en topfunctionaris.

## Leven en werk

### Loopbaan
Scheepbouwer werd in 1944 in Dordrecht geboren. Hij volgde de mulo en een opleiding boekhouden. Hij begon op 16-jarige leeftijd te werken als kelner op een schip. Vervolgens werkte Scheepbouwer bij een zuivelfabriek. Plots kwam zijn leven overhoop te liggen door een ernstig motorongeluk. Na meer dan een jaar in het ziekenhuis te hebben doorgebracht maakte hij zijn rentree op de arbeidsmarkt. Hij begon zijn carrière op de loonadministratie van het chemiebedrijf DuPont. Zijn toenmalige baas zag dat hij talent had, hij wilde echter wel dat Scheepbouwer een diploma zou halen alvorens hij kans kreeg op promotie. Door in de avonduren te studeren, slaagde Scheepbouwer erin zich omhoog te werken via containervervoerder Sealand, luchtvrachtexpediteur Air Express en Pandair. Op 23-jarige leeftijd had hij de gehele administratie onder zijn hoede.
Scheepbouwer werd in 1988 door toenmalig minister Neelie Kroes van Verkeer & Waterstaat gevraagd het staatsbedrijf PTT Post te leiden. In 1997 nam PTT Post het Australische  koeriersbedrijf  TNT over. Hiermee was PTT Post een internationale speler van formaat. Niet veel later volgde de splitsing van PTT Post; in een telecommunicatiebedrijf (KPN) en een postbedrijf (TNT). Scheepbouwer werd bestuursvoorzitter van TNT. Toen KPN in 2001 water maakte door een enorme schuldenlast, stapte Scheepbouwer over naar KPN en hij werd aldaar bestuursvoorzitter. Scheepbouwer werd het middelpunt van een publieke discussie toen bleek dat hij een omvangrijk optiepakket had gekregen bij zijn overstap. Door harde saneringsmaatregelen te nemen, slaagde Scheepbouwer er in KPN te redden. Twee jaar na zijn benoeming maakte KPN weer winst en waren de schulden van KPN fors gedaald. Scheepbouwer werd in 2002 benoemd tot Topman van het Jaar.
Scheepbouwer werd als bestuursvoorzitter van KPN op 6 april 2011 opgevolgd door Eelco Blok. Tevens droeg hij op 17 mei van dat jaar het voorzitterschap van de raad van toezicht van het Havenbedrijf Rotterdam N.V. over aan Rutger van Slobbe. Thans is Scheepbouwer lid van de raad van advies van zowel de NIBC Bank als van Electronic Commerce Platform Nederland, voorzitter van de raad van toezicht van het Maasstad Ziekenhuis, lid van de raad van toezicht van de Stichting Nationaal Fonds Kunstbezit, bestuurslid van VNO-NCW en commissaris van zowel de RFS Holland Holding als van de Bank Oyens & Van Eeghen.

### Persoonlijk
Scheepbouwer is getrouwd en heeft drie kinderen. In 1999 werd hij benoemd tot Officier in de Orde van Oranje-Nassau.